# Waldach
Die Waldach ist ein fast 25 km langer Fluss im westlichen Baden-Württemberg im Übergangsbereich zwischen Nordschwarzwald und dem Gäu, der in der Stadt Nagold im Landkreis Calw von rechts und Süden in den Fluss Nagold mündet.

## Geographie

### Verlauf
Die Waldach ist ein kleiner Fluss am Ostrand des Nordschwarzwaldes dem Oberen Gäu zu, der ein von den Gewässerzügen der oberen Nagold im Norden, des oberen Neckars im Südosten und von dessen Zufluss Glatt eingerahmtes Landschaftsdreieck in insgesamt nordöstlicher Richtung auf einem ungefähren Bogen nach Nordwesten zur Nagold hin entwässert.
Die Waldach entsteht auf dem Gebiet der nach ihr benannten Gemeinde Waldachtal aus einigen kleinen Bächen. An der mündungsfernsten Quelle etwa 1,5 km südsüdwestlich der Mitte des Dorfes Tumlingen der Gemeinde und auf etwa 635 m ü. NHN entspringt das Schneckenbächle, der offizielle Oberlauf, dicht vor einem Waldstreifen, in dem die Grenze zur südwestlichen Nachbargemeinde Schopfloch verläuft. Der anfänglich nordöstliche Lauf in flacher, gerader Flurmulde schwenkt schon vor der Dorfgrenze auf Nordnordwestkurs, in und kurz nach Tumlingen nimmt der Bach zwei größere linke Zuflüsse auf, den Weiherbach und den Heppersbach, die noch jenseits der Grenze auf Schopflocher Gebiet entspringen. Hier tritt er auch aus dem durch Muschelkalk im Untergrund charakterisierten Naturraum der Oberen Gäue in den nordöstlichen Schwarzwald ein, den der Buntsandstein auszeichnet.
Die Waldach durchläuft dann in sich schlängelndem Tal das Dorf Lützenhardt, den Weiler Vesperweiler, das Dorf Cresbach und die Weiler Ober- und Unterwaldach der Gemeinde, hier nun schon auf Nordostkurs in einem gegen die bewaldeten und mit Rodungsinseln durchsetzten Randhöhen rund 80 Meter eingetieften Tal, über dem kurz vor dem letzten Weiler die Burgruine Rüdenberg auf einem linken Mündungssporn steht. Danach tritt er aufs Gemeindegebiet von Pfalzgrafenweiler über, dessen zentraler namengebender Ort links auf der Höhe liegt, und unter Waldhängen füllt sich nach der Ruine Vörbach, auf einem weiteren linken Mündungssporn gelegen, auch der enger werdende Talgrund mit Wald, in dem nun keine bedeutende Straße mehr läuft. Auf den nächsten viereinhalb Kilometern des Nordostlaufes, über den ein links über dem Tal auf dem Gelände der Ruine Mantelberg liegender Aussichtsturm Ausblick gewährt, ist die folgende Bösinger Mühle von Pfalzgrafenweiler der einzige Siedlungsplatz im Tal, in dem bald die Gemeindegrenze zur Stadt Haiterbach eintritt, deren Hauptort an einem späteren rechten Zulauf liegt. Kurz vor deren Ortsteil Beihingen weitet sich die Talaue merklich und öffnet sich, die Waldach wechselt hier ganz aufs Gebiet der Stadt über.
Im Ortsbereich des folgenden Stadtteils Oberschwandorf kehrt sich der Fluss auf kurzer Strecke nach Südsüdosten, hier erreicht sein Talgrund sogar eine Breite von 300 Metern und er verlässt nun wieder den Schwarzwald und wendet sich zurück ins Obere Gäu. Kamen die Zuflüsse bisher meist von links und erreichten allenfalls etwas über drei Kilometer Länge, so fließen nun auf dem knappen letzten Drittel des Laufes die zwei bedeutendsten Zuflüsse von rechts aus dem Inneren des Waldach-Bogens zu. Der erste ist der fast fünf Kilometer lange Heiterbach – teils auch wie die Stadt an seinem Ufer selbst Haiterbach geschrieben – unmittelbar vor dem Stadtteil Unterschwandorf und seinem Schloss. Nach diesem Ort quert die Waldach die Kommunalgrenze zur Stadt Nagold und erreicht gleich deren Dorf Iselshausen. Dort mündet ihr bedeutendster, über vierzehn Kilometer langer Zufluss Steinach von rechts und zuletzt Süden, der ungefähr auf der Sehne des Waldachbogens durch die Gäulandschaft vor dem Schwarzwaldrand läuft.
Die Waldach kehrt sich hier abrupt auf Nordkurs und mündet dann keine zweieinhalb Kilometer weiter in der Stadt Nagold gegenüber dem Schlossberg mit der Ruine Hohennagold auf etwas unter 400 m ü. NHN von rechts in die Nagold, die hier am Zulauf ganz wie die Waldach an dem der Steinach nach Norden abknickt.

### Einzugsgebiet
Die Waldach hat ein Einzugsgebiet von 157 km² Größe. Es liegt, naturräumlich gesehen,
zum größeren Teil im Unterraum Östliche Schwarzwald-Randplatten des Nordschwarzwaldes. Zwischen Ober- und Unterschwandorf wechselt der kleine Fluss in den mündungsnahen Unterraum Nagold-Heckengäu der Oberen Gäue, der das gesamte Teileinzugsgebiet des großen rechten Zufluss Steinach am Unterlauf gehört, der alleine ein Drittel beiträgt.
Jenseits der nordwestlichen Wasserscheide laufen erst Zinsbach, weiter im Nordosten dann Bäumbach zur oberen Nagold. Im Norden konkurriert die Nagold selbst, teils über kleinere Zuflüsse. Im äußersten Nordosten entwässern jenseits die Oberläufe der Kochhart über diese ostwärts zum Neckar-Zufluss Ammer. Alle noch folgenden Konkurrenten erreichen ebenfalls den oberen Neckar von rechts, es sind dies nacheinander rechts des großen rechten Waldach-Zuflusses Steinbach von Osten bis Süden vor allem der Seltenbach, der Eutinger Talbach und der Dießener Bach, zu dessen Mündung in den Neckar der Steinbach selbst kaum mehr als vier Kilometer entfernt ist. Im Südwesten und Westen des Einzugsgebietes schließlich läuft die lange Glatt hier südsüdostwärts gen Neckar.

### Zuflüsse
Hierarchische Liste der Zuflüsse und  Seen von der Quelle zur Mündung. Gewässerlängen in der Regel nach LUBW-FG10 (Datensatzeinträge), Einzugsgebiete entsprechend nach LUBW-GEZG, Seeflächen nach LUBW-SG10, Höhenangaben nach dem Höhenlinienbild auf dem Geodatenviewer. Andere Quellen für die Angaben sind vermerkt.
Ursprung der Waldach ist die Quelle des Schneckenbächle im Schneckenlöchle etwa 1,5 km südsüdwestlich des Dorfs Tumlingen der Gemeinde Waldachtal vor dem von Schopfloch trennenden Wald auf etwa 635 m ü. NHN.

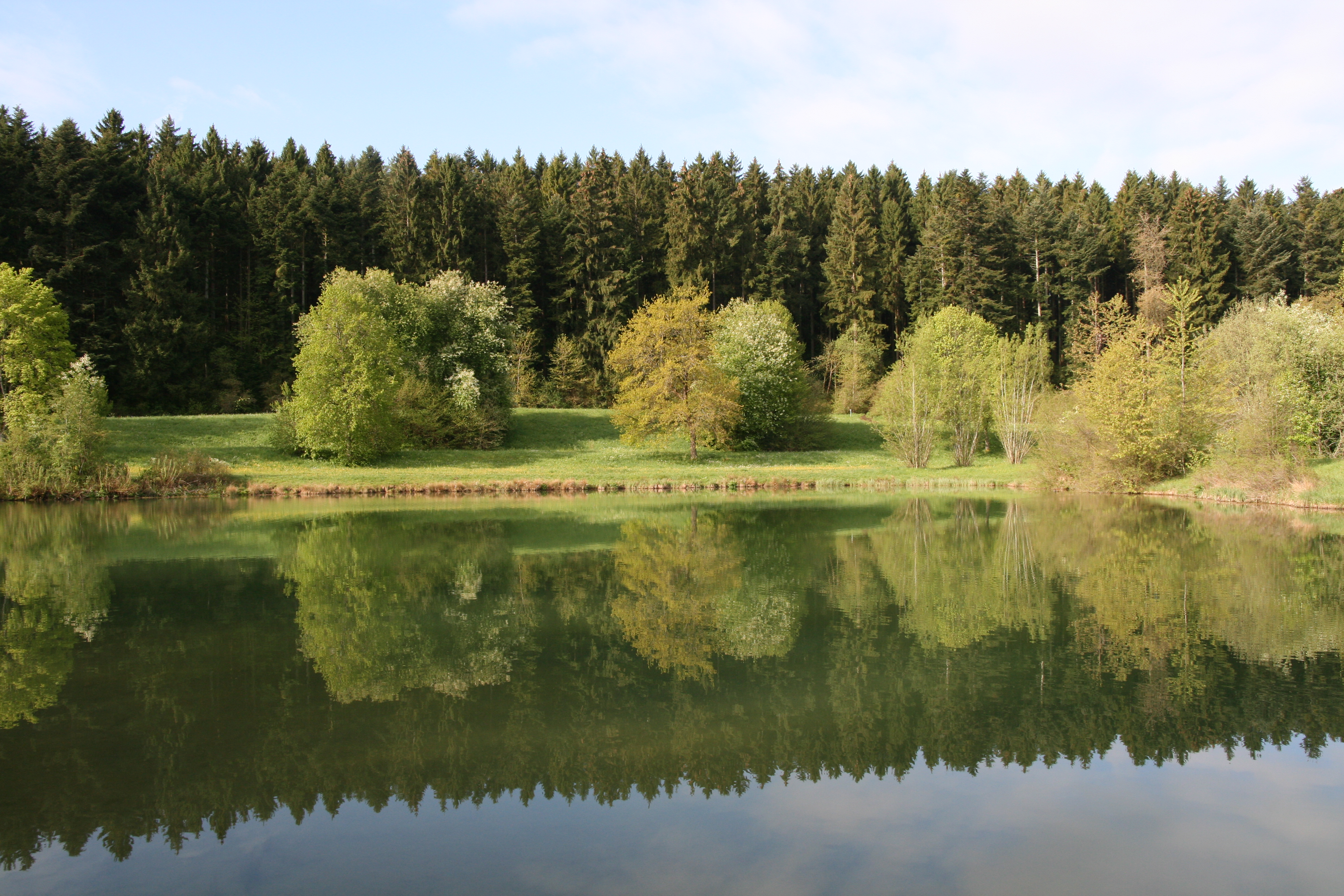
Weiher im Markental, aus dem der kurze rechte Quellast abfließt.

- (Zufluss aus dem Markental), von rechts auf etwa 595 m ü. NHN am Südende von Tumlingen, 0,415 km.   Ist Ablauf eines Weihers von 0,4917 ha auf etwa 615 m ü. NHN.
- Weiherbach (!), von links am nordwestlichen Ortsausgang Tumlingens auf über 570 m ü. NHN, 2,351 km und 2,69 km². Entspringt einer Quelle in den Talwiesen wenig nördlich von Schopfloch auf etwa 642 m ü. NHN und  durchzieht im Mittellauf auf unter 590 m ü. NHN den 0,6988 ha großen Hörschweiler See.
- Heppersbach, von links zwischen Tumlingen und Lützenhardt auf unter 565 m ü. NHN, 3,281 km und 4,238 km². Entsteht im Waldgewann Stöcken nahe der B 28a zwischen Schopfloch und Dornstetten auf etwa 653 m ü. NHN.
  - Schneewiesenbach, von links verdolt unterm zentralen Straßendreieck von Hörschweiler auf unter 580 m ü. NHN, 1,149 km. Entsteht am Rande einer länglichen Flurbucht am nördlichen Reutewegwald auf knapp 610 m ü. NHN.
- Brettenbach, von links in Lützenhardt nahe dem Rathaus auf etwa 555 m ü. NHN, 3,348 km und 9,165 km². Entsteht dicht an der Lichtung Mönchswiese im Harzwald westlich von Hörschweiler auf etwa 633 m ü. NHN.
  -  Durchfließt am Westrand von Lützenhardt auf etwas unter 565 m ü. NHN den Hinteren Waldsee, 0,6721 ha.
  -  Speist bald danach in Lützenhardt auf unter 560 m ü. NHN einen weiteren Weiher am linken Ufer, 0,1457 ha.
- Cresbach, von links im Weiler Vesperweiler von Waldachtal auf unter 545 m ü. NHN, 3,059 km und 9,264 km². Entsteht an der Quelle Kindlesbrunnen im Feuchtgebiet vor dem Schulzenwald südlich des Dorfes Herzogsweiler von Pfalzgrafenweiler auf etwa 610 m ü. NHN.
- (Zufluss durchs Dorf Cresbach von Cresbachtal), von links am südöstlichen Ortsrand auf unter 570 m ü. NHN, 0,717 km. Entsteht nördlich des Dorfes auf rund 585 m ü. NHN.
- Därnenbach[7], von rechts im Waldachtaler Weiler Oberwaldach auf über 530 m ü. NHN, 2,354 km. Entsteht nahe der Salzstettener Reithalle am Rande des Horber Spitalwaldes auf unter 630 m ü. NHN.
  - (Zufluss), von links am Westrand des Waldvorsprungs Auchtert auf etwa 577 m ü. NHN, 0,437 km. Entsteht fast am Ostrand des Auchtert auf etwa 585 m ü. NHN.
  - (Zufluss), von links kurz vor dem Oberwaldacher Familiendorf Waldachtal auf etwa 570 m ü. NHN, 0,548 km. Entsteht am Nordrand des Weilers Heiligenbronn auf etwa 580 m ü. NHN.
- Weiherbach (!), von links an einigen isolierten Häusern vor dem Weiler Unterwaldach und unter dem Berg und der abgegangenen Burg Rüdenberg auf etwa 530 m ü. NHN, 2,459 km. Entsteht am südlichen Ortsrand von Pfalzgrafenweiler nahe dem Bad  auf etwa 620 m ü. NHN.
  - (Zufluss am Nordrand des Waldes Längenhardt), von rechts südlich von Pfalzgrafenweiler am Rand des Waldgewanns Zigeunerbuckel auf etwa 575 m ü. NHN, 1,528 km. Entsteht an der Straße vom Pfalzgrafenweiler Dorf Durrweiler zum Hauptort auf etwa 625 m ü. NHN.
- Brünnle, von rechts unterhalb der Kläranlage bei Waldachtal-Vörbach auf unter 510 m ü. NHN in einen rechtsseitigen Mühlkanal, 0,533 km. Entspringt an der Straße von Neu-Nuifra zum Friedhof einer Quelle auf knapp 580 m ü. NHN.
- Vörbächle, von links wenig danach in die Waldach selbst unter der Ruine Vörbach auf unter 503,5 m ü. NHN[8], 1,802 km und 3,758 km². Entsteht östlich von Pfalzgrafenweiler am Waldeintritt der Straße zum Teilort Bösingen auf etwa 595 m ü. NHN.
  - (Graben zum Vorbächle), von rechts am Beginn der Auenflur unter dem Mündungssporn Hohlenstein auf etwa 525 m ü. NHN, 0,573 km. Entsteht wenig südöstlich der geschlossenen Bebauung von Pfalzgrafenweiler auf etwa 590 m ü. NHN.
- Reutebächle, von links unter dem Mündungssporn der Burgruine Mantelberg auf über 490 m ü. NHN in einen linken Nebengraben, ca. 1,3 km.[9] Entsteht am Südrand des westlichen Bösingen auf etwa 610 m ü. NHN. Oberlauf in der Flur bis zur Waldschlucht unbeständig.
- Täbelesbach, von rechts etwa 500 Meter weiter abwärts in die Waldach selbst nun schon auf der Gemarkung von Haiterbach auf 489,7 m ü. NHN[8], 0,76 km. Entspringt einer Quelle nahe dem Friedhof des Haiterbacher Weilers Altnuifra auf etwa 590 m ü. NHN.
- Erlenbach, von links unterhalb der Bösinger Sägmühle von Haiterbach auf unter 490 m ü. NHN, ca. 0,7 km.[9] Entsteht am oberen Hangwaldrand südöstlich von Bösingen auf etwa 560 m ü. NHN.
- Lichtenbach, von links kurz vor dem Haiterbacher Taldorf Beihingen auf unter 470 m ü. NHN, 1,62 km. Entspringt einer Quelle in der Nordostspitze der Bösinger Rodungsinsel auf etwa 550 m ü. NHN.
- Gründelbach, von links etwa 600 Meter vor den ersten Häusern des Haiterbacher Dorfes Oberschwandorf auf etwas unter 453,6 m ü. NHN[8], 2,022 km. Entsteht im Flurstreifen Gründel südöstlich von Egenhausen auf unter 535 m ü. NHN.
  - (Zufluss), von rechts kurz vor dem Taleintritt auf unter 470 m ü. NHN, 0,719 km. Entsteht nördlich von Beihingen vor dem Schäufelwald auf etwa 530 m ü. NHN.
- (Zufluss aus dem Hallmannstal), von links an den ersten Häusern von Oberschwandorf auf unter 450 m ü. NHN, 0,811 km. Entspringt einer Quelle am östlichen Semellenberg auf etwa 520 m ü. NHN.
- (Zufluss), von links in Oberschwandorf kurz vor der Waldachbrücke wenig über 441,6 m ü. NHN[10], 1,571 km. Entsteht im Fuchsloch auf knapp 520 m ü. NHN.
- Heiterbach (![11]), von rechts am Ortsanfang von Unterschwandorf neben der Waldachbrücke der L 354 nach auf etwa 435 m ü. NHN, 4,739 km und 13,882 km². Entsteht kurz vor dem südlichen Siedlungsrand von Haiterbach an der L 354 nach Salzstetten auf etwa 552,1 m ü. NHN.[8]
  - Stauchbach, von links im abwärtigen Haiterbach auf unter 540 m ü. NHN, 4,739 km und 5,636 km². Entsteht in Altnuifra auf etwa 570 m ü. NHN. Übertrifft in Länge wie Einzugsgebiet am Zusammenfluss den Heiterbach-Oberlauf.
- Steinach, von rechts am Waldachknie im Nagolder Dorf Iselshausen auf etwa 413 m ü. NHN, 14,268 km und 53,633 km². Entsteht am Westrand des Dorfes Grünmettstetten von Horb am Neckar auf etwa 585 m ü. NHN.
  - Brühlbach, von links im Horber Dorf Altheim auf etwa 528 m ü. NHN, 3,662 km (mit Oberlauf Haischbächle) bzw. 2,748 km (ab Zusammenfluss) und 8,608 km². Entsteht aus dem Zusammenfluss des Haischbächles und eines Astes vom Gewann See her auf 571,3 m ü. NHN.[10]
    - Haischbächle, linker Quellast, 0,914 km. Entsteht unter der SalzstettenerHohwies auf etwas über 610 m ü. NHN.
    - Beatengraben, rechter Quellast, 1,038 km. Entsteht am Weg von Salzstetten zur Reithalle auf knapp 610 m ü. NHN.
    -  Am Zusammenfluss liegen rechts drei Weiher, 0,0431 ha, 0,0569 ha und 0,066 ha.
    - Lukasgraben, von rechts wenig danach auf rund 567 m ü. NHN, 0,744 km. Entsteht beim Ende des Salzstettener Lettenbergwegs auf fast 600 m ü. NHN.
    - (Graben), von rechts unterhalb-gegenüber der Sägmühle auf etwa 560 m ü. NHN, 0,442 km. Entsteht am östlichen Ortsrand von Salzstetten auf etwa 590 m ü. NHN.
    - (Graben durchs Brühl), von rechts auf etwa 553 m ü. NHN, 0,624 km. Entsteht am östlichen Ortsrand von Salzstetten auf etwa 590 m ü. NHN.
    - Gebersbach, von rechts bei der Salzstetter Mühle auf etwas unter 544,4 m ü. NHN[8], 1,321 km. Entsteht in den Erlen nahe südlich von Salzstetten auf etwa 600 m ü. NHN.
      - Heuberggraben, von links am Feldweg von Salzstetten zur Orthalde, 0,208 km.
      - Löchlesbrunnen, von rechts fast gegenüber dem vorigen auf etwa 560 m ü. NHN, 1,254 km. Entsteht im Löchle auf etwa 615 m ü. NHN.

    - Lauchgraben, von rechts auf etwa 537 m ü. NHN. etwas vor Altheim.
    - Talberggraben, von rechts am westlichen Ortsrand von Horb-Altheim auf etwa 533,9 m ü. NHN[8], 1,007 km. Entsteht westlich des Dorfs auf etwa 580 m ü. NHN.
    - Kühlwiesengraben, von rechts durch Altheim.

  - Doxbrunnenbach, von links durchs Naturschutzgebiet Doxbrunner Steinachtal bei der Altheimer Kläranlage auf etwa 525 m ü. NHN, 1,242 km. Entsteht im Altheimer Grund beim Krähenstein auf etwa 565 m ü. NHN.
  -  Passiert zu dessen Rechten auf unter 520 m ü. NHN einen länglichen Kunstsee in der Aue, 0,6692 ha.
  - Stetbach, von links gleich unterhalb des Sees, 0,895 km. Entsteht in einer weiteren Seitentalbucht des Naturschutzgebietes auf etwa 550 m ü. NHN.
  - (Zufluss), von rechts unterhalb des Nagolder Dorfs Gündringen auf 428,5 m ü. NHN[10], 1,194 km. Entsteht im Löchle auf etwa 476 m ü. NHN.[8]
- (Zufluss), von rechts in Iselshausen auf etwa 410 m ü. NHN, 1,136 km. Entsteht am östlichen Ziegelberg auf etwa 520 m ü. NHN.
- Kreuzertalbach, von rechts in Nagold beim Busbahnhof, aus der Dole unterhalb des Hotels.

Mündung der Waldach  von rechts am Ende des Nagoldknies in der Stadt Nagold gegenüber dem Schlossberg mit der Ruine Hohennagold auf unter 400 m ü. NHN. Der Bach ist hier 24,681 km lang und hat ein Einzugsgebiet von 157,139 km² hinter sich, zu dem der größte und rechte Zufluss Steinach am Unterlauf alleine 53,633 km² beiträgt.

### Ortschaften
Ortschaften am Lauf mit ihren Zugehörigkeiten. (Nur die Namen tiefster Schachtelungsstufe bezeichnen Siedlungsanrainer.):
- Landkreis Freudenstadt
  - Gemeinde Waldachtal
    - Tumlingen (Dorf)
    - Lützenhardt (Dorf)
    - Lützenhardter Mühle (Wohnplatz, links)
    - Vesperweiler (Weiler, überwiegend links)
    - Oberwaldach (Weiler)
    - Unterwaldach (Weiler, überwiegend links)
    - Burgruine Rüdenberg (auf linkem Mündungssporn)
    - Vörbach (Weiler, links)

  - Gemeinde Pfalzgrafenweiler
    - Ruine Vörbach (auf linkem Mündungssporn)
    - Ruine Mantelberg (auf linkem Mündungssporn)
    - Bösinger Sägmühle  (Wohnplatz, an Talgrenze zum Gebiet Haiterbachs)

  - Stadt Haiterbach
    - Beihingen (Dorf, überwiegend links)
    - Oberschwandorf (Dorf, links)
    - Unterschwandorf (Dorf, Ortskern links)
    - Schloss Unterschwandorf (Wohnplatz, rechts)

  - Stadt Nagold
    - Iselshausen (Dorf)
    - Nagold (Stadt)

Im Einzugsgebiet liegen noch weitere Orte und Siedlungsplätze der oben schon angeführten Gemeinden und Städte, außerdem noch Teile der Gemeindegebiete von Schopfloch, Dornstetten (beide Landkreis Freudenstadt), Egenhausen, Altensteig, Rohrdorf (alle drei Landkreis Calw), Mötzingen (Landkreis Böblingen) und vor allem im Süden um die Steinach Horb am Neckar (wieder Landkreis Freudenstadt).

## Geologie
Der Lauf der Waldach beginnt im südlichen Gemeindegebiet von Waldachtal am Nordwestrand der Gäuplatte links des Oberen Neckars. Er entspringt an der Grenze von Oberem und Mittlerem Muschelkalk (Oberlauf Schneckenbächle) und durchläuft in schneller Folge den Mittleren und Unteren Muschelkalk, um noch in Tumlingen den Oberen Buntsandstein (Röt-Formation) zu erreichen; der erste etwas längere Zulauf des Weiherbachs liegt schon zur Gänze in dieser Schicht. Ungefähr am Zulauf des Heppersbach setzt dann der Mittlere Buntsandstein ein. 
Bis zum Lichtenbach vor Beihingen zieht er auf Nordostlauf in einem Talgrund im Mittleren Buntsandstein, während die umgebenden Höhen im Oberen Buntsandstein liegen und rechtsseits oft dicht an der oberen Hangkante schon der Muschelkalk einsetzt. Ab Beihingen dann läuft der Bach wieder im Oberen Buntsandstein bis nach seiner Ostsüdostkehre in Oberschwandorf, wo er umgeben von Höhen bis in den Oberen Muschelkalk wieder in den Unteren Muschelkalk zurückkehrt, in dem er dann bis zur Mündung verbleibt.  
Seine linken Zuflüsse bis zur Ostsüdostkehre in Oberschwandorf durchlaufen alle den Buntsandstein, die rechten haben hier teilweise Quellen im Unteren Muschelkalk. Der Heiterbach wie sein größter Unterlauf-Zufluss Steinbach verlaufen zur Gänze in dieser Schicht.

## Landschaft und Natur
Die zwei Naturräume, an denen das Einzugsgebiet Anteil hat – Schwarzwald-Randplatten nordwestlich ungefähr einer Linie von (Waldachtal-)Tumlingen nach Haiterbach-Oberschwandorf, Obere Gäue südöstlich davon beidseits der Steinach – spiegeln sich deutlich in der Landnutzung wider. Während nordwestlich der Linie neben einem großen Anteil von Wald die offene Flur vor allem von Grünland eingenommen wird, gibt es südöstlich von ihr deutlich weniger an Wald und einen dominierenden Anteil von Ackerland auf den freien Flächen. Am südwestlichen Übergang im Geviert der Orte Tumlingen, Salzstetten, Altheim und Grünmettstetten jedoch dominiert auch hier auf den großen waldfreien Flächen das Grünland.
Der große Naturpark Schwarzwald Mitte/Nord nimmt östlich über die Naturraumgrenze hinaus den größeren Teil des Einzugsgebietes ein; nur etwa 60 km² des Einzugsgebietes im Nordosten um Nagold und Haiterbach gehören diesem Schutzgebiet nicht an.
Ein Naturschutzgebiet im Tal beginnt in Gestalt des Naturschutzgebietes Waldach- und Haiterbachtal, das sich schmal in der Aue der Waldach langzieht, erst in der Flur und unterhalb von Oberschwandorf, der überwiegende Anteil so geschützter Flächen liegt jedoch in den Nebentälern, vor allem um Haiterbach und östlich von Waldachtal-Salzstetten („Salzstettener Horn“) um den Brühlbach, ferner am Ziegelberg östlich von Iselshausen und Teufels Hirnschale um das Nagolder Kreiskrankenhaus auf dem linken Mündungssporn der Waldach. Fast der gesamte unbesiedelte Anteil des Tals der Waldach wie der Steinach sind Landschaftsschutzgebiete, dazu der Umkreis des Salzstetter Horns und kleinere andere Flächen. Wo das Einzugsgebiet den Oberen Gäuen angehört, liegen in dichter Konzentration Steinriegel und die für den Westteil Heckengäu dieser Landschaft namengebenden Heckenbiotope.